# Nati nel 1918/Senza giorno specificato
| Questa pagina contiene informazioni ricavate automaticamente dalle voci biografiche con l'ausilio del template Bio e di un bot. L'aggiornamento è periodico e automatico e ricostruisce completamente la pagina. Se manca una persona in questa lista, sei pregato di non aggiungerla, ma accertati piuttosto che la sua voce biografica contenga il template Bio e che i dati anagrafici siano correttamente compilati. Se il template Bio manca, inseriscilo tu stesso o, in alternativa, metti l'avviso {{tmp\|Bio}} che ne segnala la mancanza. Se i dati riportati sono sbagliati, correggi direttamente la voce biografica; le modifiche saranno visibili in questa lista entro pochi giorni. Per chiarimenti vedi il progetto biografie. La lista contiene solo le 74 persone che sono citate nell'enciclopedia e per le quali è stato implementato correttamente il template Bio. Pagina aggiornata al 10 ago 2025. |

- Carletto Alverà, alpinista, combinatista nordico e saltatore con gli sci italiano († 2010)
- Anton Giulio Ambrosini, pittore italiano († 1994)
- Gonzalo Aparicio, cestista ecuadoriano († 1975)
- John F. Archard, ingegnere inglese († 1989)
- Elie Azagury, architetto marocchino († 2009)
- Laércio Wilson Barbalho, politico brasiliano († 2004)
- Filiberto Barreca, militare italiano († 1940)
- Adelchi Bianchi, regista e sceneggiatore italiano († 1968)
- Otello Boccherini, militare italiano († 1944)
- Nicola Brandi, militare italiano († 1940)
- Guido Capozzi, giurista e magistrato italiano († 2014)
- Renato Cardazzo, gallerista italiano († 2002)
- Alfredo Casati, dirigente sportivo italiano († 1980)
- Piero Casucci, giornalista e scrittore italiano († 1993)
- Renato Catena, militare italiano († 1938)
- Jean Coutte, schermidore francese († 1969)
- Joan Curry, tennista e giocatrice di squash britannica († 2020)
- Mario D'Agostino, pittore italiano († 1983)
- Reinette l'Oranaise, cantante e compositrice algerina († 1998)
- Cesare De Fabritiis, militare italiano († 1942)
- Emidio De Felice, linguista e lessicografo italiano († 1993)
- Şükriye Dikmen, pittrice turca († 2000)
- Lohengrin Filipello, conduttore televisivo svizzero († 1993)
- Lorenzo Focolari, giornalista e politico italiano († 2004)
- Slobodan Galogaza, poeta serbo († 1984)
- Nino Garajo, pittore italiano († 1977)
- Bruno Gennaro, hockeista su prato e allenatore di hockey su prato italiano († 2013)
- Vittorio Giampaoli, incisore e medaglista italiano († 1947)
- Anna Gobbi, costumista e sceneggiatrice italiana
- Fedele Gualdoni, militare italiano († 1943)
- Herbert Kupferberg, critico musicale statunitense († 2001)
- Leung Sheung, artista marziale cinese († 1978)
- Aldo Li Gobbi, militare e partigiano italiano († 1944)
- Lucio Stellario d'Angiolini, urbanista italiano († 1995)
- Gerardo Lustrissimi, militare italiano († 1942)
- Abraham Léon, politico belga († 1944)
- Francisco López Estrada, filologo spagnolo († 2010)
- Robert Makzoumi, cestista egiziano († 2006)
- Gennaro Marchese, arbitro di calcio italiano († 1993)
- Elisa Massai, giornalista italiana († 2003)
- Bruno Milanesi, politico italiano († 2018)
- Francesc Miró-Sans, imprenditore e dirigente sportivo spagnolo († 1989)
- Rd Mochtar, attore indonesiano
- Guerrino Mattia Monassi, incisore e medaglista italiano († 1981)
- Ugo Moretti, giornalista, scrittore e sceneggiatore italiano († 1991)
- Edmund Nagy, calciatore rumeno
- Valiano Natali, tenore italiano († 2000)
- Carlos Nay Foino, arbitro di calcio argentino († 1989)
- Isidoro Ngei Ko Lat, educatore birmano († 1950)
- Alfredo Notte, militare italiano († 1941)
- Leszek Nowosielski, pittore e ceramista polacco († 1999)
- Renaldo Nuzzolese, pittore e designer italiano († 1988)
- Dario Paccino, giornalista, scrittore e saggista italiano († 2005)
- Paola dei conti Antonelli, nobildonna italiana († 1994)
- Henri Patrelle, calciatore, imprenditore e dirigente sportivo francese († 1995)
- Pema Dechen, regina bhutanese († 1991)
- Italo Petrelli, bobbista italiano († 1993)
- Giovanni Pionati, politico italiano († 2008)
- Yuhanon Qashisho, scrittore, insegnante e grammatico siro († 2001)
- Eugenio Rambaldi, generale italiano († 2013)
- José Ramos, calciatore e allenatore di calcio argentino († 1969)
- Bruno Rizzieri, partigiano e operaio italiano († 1944)
- Ronald Sampson, diplomatico e politico britannico
- Mario Schettini, scrittore e giornalista italiano († 1969)
- Ferdinando Scopacasa, musicista italiano († 1986)
- Ken Scott, stilista statunitense († 1991)
- Francisco Sosa, calciatore paraguaiano
- Giovanni Stassi, militare italiano († 1942)
- Vittorio Ugolini, artista italiano († 2006)
- Brunello Vandano, scrittore e giornalista italiano
- Corrado Viali, militare italiano († 1942)
- Gilbert L. Voss, ambientalista e oceanografo statunitense († 1989)
- Leon J. Wood, teologo e biblista statunitense († 1977)
- Faysal bin Turki I Al Sa'ud, principe e politico saudita († 1968)